# Vol Air France 009
L’accident du vol Paris - New York d'Air France aux Açores est survenu le 28 octobre 1949 sur l'île de São Miguel aux Açores. Il s'agissait d'un Lockheed Constellation (L-749-79-22) qui assurait le vol régulier Air France 009 entre Paris-Orly et New York - LaGuardia.
L'avion dans son trajet transatlantique doit faire une escale sur l'île de Santa Maria aux Açores, mais une erreur importante de navigation l'amène devant une île différente de l'archipel, située environ cent kilomètres au nord dans l'océan. Les conditions de l'approche à vue ne permettent pas à l'équipage de se rendre compte suffisamment tôt de son erreur et, comme l'île n'est pas adaptée aux Constellation, l'avion percute un pic sur son chemin.
L'accident provoque la mort des onze membres d'équipage et des trente-sept passagers, dont le célèbre boxeur Marcel Cerdan, la violoniste prodige Ginette Neveu et son frère Jean, pianiste, Kay Kamen connu pour la conception de produits dérivés en association avec la société Walt Disney Productions, ainsi que celle du peintre renommé Bernard Boutet de Monvel. Il a donc un retentissement très important et durable dans les médias, d'autant plus que le boxeur était alors l'amant de la chanteuse française Édith Piaf, qu'il avait choisi de rejoindre en empruntant l'avion plutôt que le bateau, à la suite d'un appel de la chanteuse alors présente aux États-Unis.

## Vol
L'avion décolle de l'aéroport d'Orly le 27 octobre 1949 à 20 h 5 en direction de l'aéroport LaGuardia de New York, avec une escale prévue à l'aéroport de Santa Maria sur l'île du même nom aux Açores. Depuis la création de cette ligne par Air France le 1er juillet 1946, c'est la 1 973e traversée Paris - New York pour la compagnie.
Le vol doit durer dix-sept heures. Il a à son bord onze membres d'équipage et trente-sept passagers. Après sept heures de vol, l'avion commence son approche de l'aéroport de Vila do Porto sur l'île de Santa Maria. À 2 h 51, le pilote Jean de la Nouë signale par radio à l'aéroport qu'il a la piste en vue. Il s'agit du dernier contact avec l'avion. Mais dans la nuit et malgré le temps clair, le pilote s'est trompé d'île : ce n'est pas Santa Maria qu'il a en vue mais l'île voisine de São Miguel, qui est un peu moins de cent kilomètres au nord. Il descend à 3 000 pieds (914 m). Si cette altitude lui permet de passer Chão de Bois, elle est trop basse pour franchir le Pico Redondo qui s'élève à 1 150 m. À 2 h 59, la tour de contrôle essaye de contacter l'avion, en vain. Elle appelle alors le petit aérodrome de Santa Ana, sur l'île de São Miguel mais l'avion ne s'y est pas posé. L'alerte est déclenchée mais les avions de secours ne peuvent décoller avant l'aube. En France, les radios annoncent que l'on est sans nouvelles de l'avion. À 11 h 30, un des avions de recherche, le G-250 de Paulo Gomes repère les débris de l'avion qui s'est écrasé entre le Pico Redondo et le Pico da Vara (pt) et croit apercevoir des survivants — cette nouvelle est reprise dans les médias en France. Une colonne de secours, progressant dans la montagne à pied dans le froid et la brume, arrive finalement sur les lieux de l'accident et constate qu'il n'y a aucun survivant ; l'annonce parvient au siège d'Air France dans l'après-midi à 17 h 30 et est bientôt reprise sur toutes les radios françaises où l'annonce de la disparition de Marcel Cerdan, une immense célébrité nationale, crée un véritable choc dans le pays.

## Victimes
Aucun des onze membres d'équipage et des trente-sept passagers n'a survécu au choc et à l'incendie qui a suivi.

### Passagers

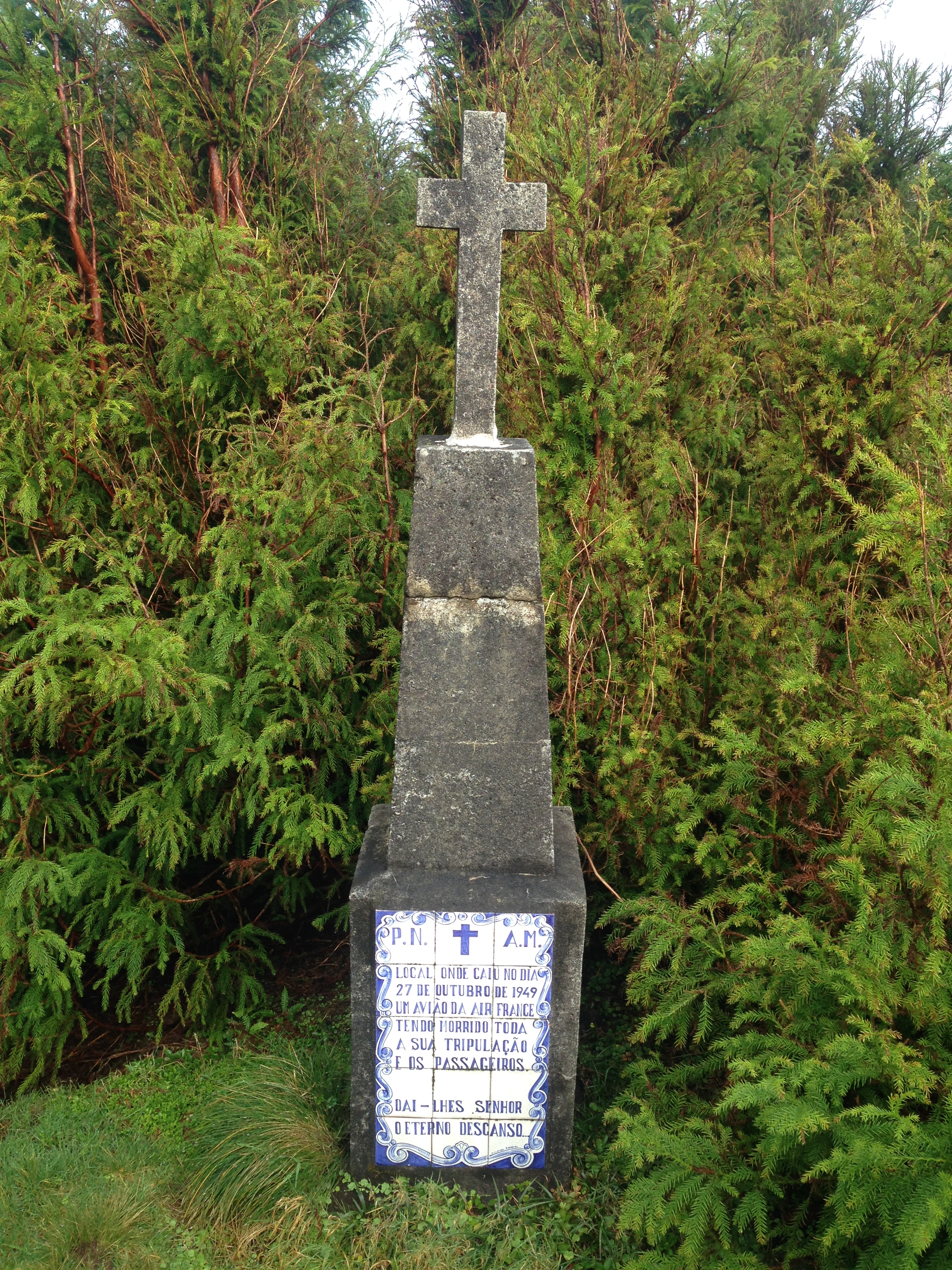
Plaque commémorative de l'accident sur le Pico da Vara.

37 passagers étaient à bord et ont tous trouvé la mort :
- John Abbott
- Hanna Abbott
- Mustapha Abdouni
- Eghline Askhan
- Joseph Aharony
- Jean-Pierre Aduritz : 21 ans, berger, membre d'un groupe de cinq Basques souhaitant faire fortune au Texas[4],[5]
- Jean-Louis Arambel : 19 ans, berger, membre d'un groupe de cinq Basques souhaitant faire fortune au Texas[4],[5]
- Françoise Brandière
- Jenny Brandière
- Bernard Boutet de Monvel : 68 ans, peintre
- Marcel Cerdan : 33 ans, boxeur
- Guillaume Chourrut : 28 ans, berger, membre d'un groupe de cinq Basques souhaitant faire fortune au Texas[4],[5] où son vieil oncle veut lui confier la direction d'un ranch.
- Pierre Etchepare : domestique employé dans une ferme du canton de Garazi, membre d'un groupe de 5 bergers basques souhaitant faire fortune au Texas[4],[5]
- Edouard Gehring
- Paul Genser : ami de Marcel Cerdan
- René Hauth : 50 ans[6], secrétaire général des Dernières Nouvelles d'Alsace[6],[a].
- Remigio Hernandores
- Simone Hennessy
- Guy Jasmin : rédacteur en chef du journal montréalais Le Canada
- Kay Kamen : 57 ans, homme d'affaires chargé des produits dérivés de Walt Disney Productions et de Mickey Mouse Magazine
- Katie Kamen : épouse de Kay Kamen
- Emery Komios
- Jean-Joseph (dit Jo) Longman : 32 ans, Manager de Marcel Cerdan
- Ernest Lowenstein
- Ginette Neveu : 30 ans, Violoniste
- Jean Neveu : 31 ans, Pianiste, frère de Ginette
- Amélie Ringler : jeune ouvrière alsacienne qui partait pour Détroit hériter d'une tante d'Amérique[4]
- Yaccob Raffo
- Maud Ryan
- Philippe Sales
- Margarida Sales
- Raoul Sibernagel
- Irène Sivanich
- Jean-Pierre Suquilbide : 25 ans, berger, membre d'un groupe de cinq Basques souhaitant faire fortune au Texas[4],[5]
- Edward Supine
- Rachel Valois[7] : musicienne, mère de Guy Jasmin
- James Zebiner

### Equipage
11 agents Air France étaient à bord et ont tous trouvé la mort dans le crash
- Jean de La Noüe, 37 ans, commandant de bord
- Charles Wolfer, 28 ans, copilote
- Camille Fidency, 26 ans, copilote
- Roger Pierre, 36 ans, radio
- Paul Giraud, 34 ans, radio
- Jean Salvatori, 37 ans, navigateur
- André Villet, 51 ans, mécanicien
- Marcel Sarrazin, 41 ans, mécanicien
- Suzanne Roig, hôtesse
- Albert Brucker, steward
- Raymond Redon, steward

## Enquête
Dès l'annonce de l'accident et pour aider aux recherches (la nouvelle a aussi pris une ampleur médiatique et populaire immédiate en France), Air France fait décoller d'Orly un autre Constellation avec, outre l'équipage, dont le chef-pilote de l'Atlantique nord, M. Doulet, M. Genouillac, chef du service Opérations de la compagnie, M. Fabre, chef de la division Navigation et infrastructure, M. Baile, chef du service Opérations d'Orly et M. Marion, ingénieur d'Air France. À la demande du ministre des Travaux publics et des Transports, Christian Pineau, s'y joignent le duc Charles-Henri de Lévis-Mirepoix, inspecteur général de l'aviation civile et commerciale (il avait été pendant la guerre, le créateur et le commandant de la flottille d'aéronavale de la France libre) et l'ingénieur de l'air, M. Fournier.
Ils apprennent pendant leur vol vers les Açores, que les débris de l'avion ont été retrouvés. Conformément à la réglementation internationale aérienne, le Portugal, pays où s'est produit l'accident, décide d'envoyer sur place une commission d'enquête et demande donc à la mission française de ne déplacer aucun débris de l'épave du Constellation. Quand l'équipe française arrive sur le lieu de l'accident, elle constate que le choc avait été extrêmement violent et seuls quelques rares équipements comme des boites de récepteur, compte-tours, altimètre, tous très détériorés peuvent être récupérés pour examen.
La mission portugaise arrive le lendemain et prélève une grande partie des instruments. La mission française s'attache à déterminer la trajectoire de l'avion et fait ensuite un survol de la zone pour vérifier la position par rapport aux aides radios de l'île de Santa-Maria et de l'île de San Miguel.
Le 12 novembre 1949, une commission d'enquête française est constituée par le ministre des Travaux publics et des transports et le secrétaire d'État aux Forces armées chargé des forces aériennes, et placée sous la direction de Charles-Henri de Lévis-Mirepoix.
Le Lockheed Constellation (L-749-79-22) de la compagnie Air France immatriculé F-BAZN était récent, fabriqué en 1947.
Le pilote, Jean de la Noüe, totalisait 6 705 heures de vol (1 513 sur Constellation), dont 1 250 heures de nuit (600 sur Constellation). Il avait déjà effectué quarante-et-une traversées vers New York et atterri vingt-trois fois aux Açores (dans les deux sens de traversée).
L'enquête écarte l'hypothèse d'un problème mécanique. L'accident est une « collision avec le sol en vol contrôlé » (les pilotes avaient la maîtrise de l'appareil). L'enquête retient l'hypothèse d'une navigation inadéquate du pilote alors qu’il opérait dans des conditions de vol à vue, peut-être due à une mauvaise réception d'informations radiogoniométriques (l'équipage avait envoyé des comptes rendus de position inexacts et il n'avait pas identifié la position de l'aéroport).